# Cernat (Covasna)
Cernat es una comuna ubicada en el distrito de Covasna, Rumania.

## Superficie
Posee una superficie de 114,4 kilómetros cuadrados.

## Demografía
Hasta 2021 la población era de 3936 habitantes, con una densidad de población de 34,41 habitantes por kilómetro cuadrado.